# Presenta
Presenta ist eine Zwetschgensorte, die 1981 von Walter Hartmann in Hohenheim aus den Sorten Ortenauer und President gezüchtet wurde. Die Sorte ist im Erwerbsobstbau weit verbreitet. So bestand in manchen Wochen des Jahres 2020 bis zu 18 % des deutschen Pflaumensortiments aus Presenta.
Die Sorte bildet mit ihrer Reifezeit – von ca. Mitte September bis Anfang Oktober – je nach Region und Witterungsverhältnis unterschiedlich, meist nach Top und Hauszwetschge den Abschluss der Zwetschgensaison. Die Sorte ist gut lagerfähig und scharkatolerant.
Die Blüte wird als relativ früh angesehen, was sie anfällig für Spätfröste macht. Die Sorte gilt als selbstfertil und dient als guter Pollenspender. Der Wuchs ist mittelstark, aber hängend.
Die Frucht wird als klein bis mittelgroß beschrieben, bis zu 36 mm. Sie ist länglich oval, von der Farbe blau mit starker Beduftung; Schattenfrüchte sind teilweise rötlich. Zur Erhöhung der Fruchgröße wird ein scharfer Schnitt und eine Ausdünnung empfohlen. Der Geschmack ist ähnlich zur Hauszwetschge süß-säuerlich. In nicht ausreifenden Lagen oder bei Überbehang kann der Geschmack auch nur mäßig sein. Insbesondere bei jungen Bäumen platzen die Früchte bei hohem Niederschlag während der Ernteperiode.